# Rigsretten
Rigsretten er en dansk domstol, der behandler og afsiger domme mod ministre, der er tiltalt for ulovlig embedsførelse. Det retlige indhold af ministeransvaret er fastlagt i ministeransvarlighedsloven, der har sin baggrund i § 13 i Grundloven, ifølge hvilken ministrenes ansvarlighed bestemmes nærmere ved lov.
Retten består af indtil 15 højesteretsdommere, som er udvalgt efter anciennitet, samt samme antal medlemmer, der er udpeget af Folketingets partier blandt personer udenfor tinget. Disse medlemmer udpeges for en periode af 6 år.
Rigsretten blev etableret ved Grundloven i 1849. Rigsretten adskiller sig fra de almindelige domstole ved dens særlige sammensætning og ved at tiltale, modsat ved almindelige straffesager, ikke rejses af anklagemyndigheden, men af Folketinget eller Kongen. Rigsretten kan kun behandle sager vedrørende ministerens embedsførelse; såfremt tiltale skal rejses mod en minister for anden form for kriminalitet, rejses tiltalen ved de almindelige domstole. Grundloven giver imidlertid mulighed for, at Rigsretten kan behandle sådanne sager, men det har aldrig været udnyttet.
I Rigsrettens historie har den færdigbehandlet seks sager, heraf har tre sager ført til domfældelser. I 1910 blev fhv. indenrigsminister Sigurd Berg idømt en bøde for at have forsømt tilsynet med Den Sjællandske Bondestands Sparekasse, som justitsminister P.A. Alberti var formand for, og i 1995 blev fhv. justitsminister Erik Ninn-Hansen idømt fire måneders fængsel (som under hensyn til Erik Ninn-Hansens personlige forhold, herunder navnlig hans alder og helbredstilstand blev ændret til betinget fængsel) for sin rolle i Tamilsagen. I december 2021 idømtes fhv. integrationsminister Inger Støjberg 60 dages ubetinget fængsel i Rigsretssagen mod Inger Støjberg for en ulovlig instruks om adskillelse af ægtepar.
Det har været kritiseret, at Rigsrettens lægdommere er valgt af de politiske partier og således partifæller til nogle af de implicerede i sagerne. Den historiske erfaring viser, at de politisk udpegede medlemmer af Rigsretten har været tilbøjelige til at dømme i overensstemmelse med partibogen.[kilde mangler] Flere af Rigsrettens medlemmer er tidligere folketingsmedlemmer.
Rigsrettens afgørelser, referat af forhandlingerne og kopi af sagens dokumenter har for alle seks sager været offentliggjort i en udgivelse kaldet Rigsretstidende.

## Historie
Rigsrettens nuværende sammensætning er indført med den nugældende grundlov af 1953.
Ved Grundloven af 1849 bestod rigsretten af 16 medlemmer; 8 højesteretsdommere og 8 medlemmer valgt af Landstinget, mens tiltale enten kunne rejses Folketinget (og altså ikke den samlede rigsdag). En lov om Rigsretten (Rigsretsloven) vedtoges i 1852.
Med fælles forfatningen af 1855 fik Kongen nu også påtalemyndighed sideordnet med Folketinget, hvilket også blev videreført i Novemberforfatningen af 1863 og den gennemsete grundlov af 1866 og de senere grundlove.
Med grundloven af 1915 blev rigsretten udvidet således, at Rigsretten bestod af alle højesteretsdommerne samt et tilsvarende antal dommere valgt af landstinget.
Ved det forkastede forslag til ny grundlov af 1939 blev det foreslået at overføre hhv. tiltalebeføjelsen fra Folketinget og udvælgelsen af de politiske dommere fra landstinget til den forenede rigsdag. Det var også en del af forslaget, at sager om opløsning af politiske foreninger skulle behandles af rigsretten. En ny Rigsretslov blev vedtaget samtidig med grundlovsforslaget, men den bortfaldt sammen med grundlovsforslaget.
Med grundloven af 1953 overførtes udvælgelsen af de politiske dommere til Folketinget, og antallet af højesteretsdommere i rigsretten blev sat til højst 15, således at domstolen samlet består af op til 30 dommere.
En ny rigsretslov blev vedtaget i 1954.

## Rigsretten i Grundloven
Domstolen er foreskrevet i Grundloven af 1953, hvori det hedder:
§ 16
Ministrene kan af kongen eller Folketinget tiltales for deres embedsførelse. Rigsretten påkender de mod ministrene for deres embedsførelse anlagte sager.
§ 24
Kongen kan benåde og give amnesti. Ministrene kan han kun med Folketingets samtykke benåde for de dem af rigsretten idømte straffe.
§ 59
Stk. 1. Rigsretten består af indtil 15 af de efter embedsalder ældste ordentlige medlemmer af rigets øverste domstol og et tilsvarende antal af Folketinget efter forholdstal for 6 år valgte medlemmer. For hver af de valgte vælges én eller flere stedfortrædere. Folketingets medlemmer kan ikke vælges til eller virke som medlemmer af Rigsretten. Kan i et enkelt tilfælde nogle af den øverste domstols medlemmer ikke deltage i sagens behandling og påkendelse, fratræder et tilsvarende antal af de af Folketinget sidst valgte rigsretsmedlemmer.
Stk. 2. Retten vælger selv sin formand af sin midte. 
Stk. 3. Er sag rejst ved Rigsretten, beholder de af Folketinget valgte medlemmer deres sæde i retten for denne sags vedkommende, selvom det tidsrum, for hvilket de er valgt, udløber.
Stk. 4. Nærmere regler om Rigsretten fastsættes ved lov.
§ 60
Stk. 1. Rigsretten påkender de af kongen eller Folketinget mod ministrene anlagte sager.
Stk. 2. For Rigsretten kan kongen med Folketingets samtykke lade også andre tiltale for forbrydelser, som han finder særdeles farlige for staten.

## Rigsretssager siden 1849
1. 27. februar 1856 om afholdelse af udgifter til forsvaret under Krimkrigen uden hjemmel i finansloven
  - Anders Sandøe Ørsted. Frifundet
  - Frederik Ferdinand v. Tillisch. Frifundet
  - Christian Albrecht Bluhme. Frifundet
  - Anton Wilhelm Scheel. Frifundet
  - Christian Frederik v. Hansen. Frifundet
  - Grev Wilhelm Carl Eppingen Sponneck. Frifundet
  - Steen Andersen Bille. Frifundet
2. 13. juni 1877 om salg af den ufuldførte Marmorkirke til C. F. Tietgen, der påtog sig at fuldføre en kirke på grunden.
  - Andreas Frederik Krieger. Frifundet
  - Ludvig Holstein-Holsteinborg. Frifundet
  - C.A. Fonnesbech. Frifundet
3. 4. oktober 1877 om overskridelse af bevillingerne til opførelse af Det kongelige Teater (nuværende Gl. Scene) på Kongens Nytorv.
  - C.C. Hall. Frifundet
  - Jens Jacob Asmussen Worsaae. Frifundet
4. 17. juni 1910 om manglende tilsyn med Den sjællandske Bondestands Sparekasse, som kunne have afsløret bedragerier begået af formanden justitsminister P. A. Alberti
  - Jens Christian Christensen. Frifundet
  - Sigurd Berg. Bøde på 1000 kr., eller 60 dages fængsel
5. 22. juni 1995 (Tamilsagen)
  - Erik Ninn-Hansen. Fængsel i 4 måneder. Dommen blev under hensyn til Erik Ninn-Hansens personlige forhold, herunder navnlig hans alder og helbredstilstand, gjort betinget[3] – Ninn-Hansen var 73 år, da dommen faldt og var ramt af sygdom under sagen
6. 13. december 2021 (Sag om instruks om adskillelse af asylpar)
  - Inger Støjberg.[4] Ubetinget fængsel i 60 dage.[5]

## Rigsrettens medlemmer
Folketinget har for perioden 2020-2026 valgt følgende medlemmer og stedfortrædere af Rigsretten:
| De folketingsvalgte medlemmer af Rigsretten 2020-2026 | De folketingsvalgte medlemmer af Rigsretten 2020-2026 | De folketingsvalgte medlemmer af Rigsretten 2020-2026 | De folketingsvalgte medlemmer af Rigsretten 2020-2026 | De folketingsvalgte medlemmer af Rigsretten 2020-2026 |
| ----------------------------------------------------- | ----------------------------------------------------- | ----------------------------------------------------- | ----------------------------------------------------- | ----------------------------------------------------- |
| Nr.                                                   | Parti                                                 | Medlem                                                | 1. stedfortræder                                      | 2. stedfortræder                                      |
| 1                                                     | Socialdemokraterne                                    | Erik Christensen                                      | 1                                                     | 2                                                     |
| 2                                                     | Socialdemokraterne                                    | Pia Gjellerup                                         | 1                                                     | 2                                                     |
| 3                                                     | Socialdemokraterne                                    | Karin Gaardsted                                       | 1                                                     | 2                                                     |
| 4                                                     | Socialdemokraterne                                    | Karen J. Klint                                        | 1                                                     | 2                                                     |
| 5                                                     | Radikale Venstre                                      | Klaus Bach Trads                                      | 1                                                     | 2                                                     |
| 6                                                     | SF - Socialistisk Folkeparti                          | Anne Grete Holmsgaard                                 | 1                                                     | 2                                                     |
| 7                                                     | SF - Socialistisk Folkeparti                          | Leif Donbæk Thomsen                                   | 1                                                     | 2                                                     |
| 8                                                     | Enhedslisten                                          | Ingelise Bech Hansen                                  | 1                                                     | 2                                                     |
| 9                                                     | Venstre                                               | Nicolai Mallet                                        | 1                                                     | 2                                                     |
| 10                                                    | Venstre                                               | Karoly Németh                                         | 1                                                     | 2                                                     |
| 11                                                    | Venstre                                               | Gert Eg                                               | 1                                                     | 2                                                     |
| 12                                                    | Venstre                                               | Karen Rønde                                           | 1                                                     | 2                                                     |
| 13                                                    | Venstre                                               | Mette Vestergaard Huss                                | 1                                                     | 2                                                     |
| 14                                                    | Dansk Folkeparti                                      | Christian Langballe                                   | 1                                                     | 2                                                     |
| 15                                                    | Det Konservative Folkeparti                           | Keld Holm                                             | 1                                                     | 2                                                     |

Folketinget har for perioden 18. maj 2014 – 17. maj 2020 valgt følgende medlemmer og stedfortrædere af Rigsretten:
| De folketingsvalgte medlemmer af Rigsretten 2014-2020 | De folketingsvalgte medlemmer af Rigsretten 2014-2020 | De folketingsvalgte medlemmer af Rigsretten 2014-2020 | De folketingsvalgte medlemmer af Rigsretten 2014-2020 | De folketingsvalgte medlemmer af Rigsretten 2014-2020 |
| ----------------------------------------------------- | ----------------------------------------------------- | ----------------------------------------------------- | ----------------------------------------------------- | ----------------------------------------------------- |
| Nr.                                                   | Parti                                                 | Medlem                                                | 1. stedfortræder                                      | 2. stedfortræder                                      |
| 1                                                     | Socialdemokraterne                                    | Ole Stavad                                            | Jytte Andersen                                        | Per Kaalund                                           |
| 2                                                     | Venstre                                               | Nicolai Mallet                                        | Karen Rønde                                           | Niels Poulsen                                         |
| 3                                                     | Socialdemokraterne                                    | Jan Petersen                                          | Hüseyin Arac                                          | Frode Sørensen                                        |
| 4                                                     | Venstre                                               | Jens Østergaard Madsen                                | Kate Bryld Jacguerot                                  | Anne E. Jensen                                        |
| 5                                                     | Radikale Venstre                                      | Leif Haarbo Nielsen                                   | Leon Sebbelin                                         | Hanne Jakobsen                                        |
| 6                                                     | Dansk Folkeparti                                      | Steffen Kjærulff-Schmidt                              | Birthe Skaarup                                        | Per Dalgaard                                          |
| 7                                                     | Socialdemokraterne                                    | Lissa Mathiasen                                       | Jørn Pedersen                                         | Jytte Wittrock                                        |
| 8                                                     | Venstre                                               | Erik Larsen                                           | Jens Vibjerg                                          | Kirsten Terkilsen                                     |
| 9                                                     | SF - Socialistisk Folkeparti                          | Aage Frandsen                                         | Lars Lyngsdal                                         | Leif Donbæk Thomsen                                   |
| 10                                                    | Dansk Folkeparti                                      | Egil Møller                                           | Klaus Kjær                                            | Poul Lindholm Nielsen                                 |
| 11                                                    | Enhedslisten                                          | Ingelise Bech Hansen                                  | Dan Lundrup                                           | Susanne Flydtkjær                                     |
| 12                                                    | Liberal Alliance                                      | Jonathan Nielsen                                      | Peter Laigaard                                        | Helle Abild Hansen                                    |
| 13                                                    | Socialdemokraterne                                    | Pia Gjellerup                                         | Lars Kramer Mikkelsen                                 | Jens Peter Vernersen                                  |
| 14                                                    | Det Konservative Folkeparti                           | Greve Frants Bernstorff-Gyldensteen                   | Kurt Bjørndal                                         | Arne Bang Mikkelsen                                   |
| 15                                                    | SF - Socialistisk Folkeparti                          | Charlotte Gerhauge                                    | Jesper Laugesen                                       | Mette Touborg                                         |

Ud over disse udgøres rigsretten, som nævnt i Grundlovens § 59, af femten dommere fra Højesteret.